# Жанна де Люксембург-Линьи
Жанна де Люксембург (фр. Jeanne de Luxembourg; ум. 13 октября 1430, Булонь), называемая Демуазель де Люксембург — графиня де Сен-Поль и де Линьи в августе — октябре 1430.
Дочь Ги де Люксембурга, графа де Линьи, и Матильды де Шатийон, графини де Сен-Поль, сестра Валерана III и кардинала Пьера де Люксембурга.
С юных лет вела благочестивую жизнь; предположительно, ей был посвящён аскетический трактат, написанный Пьером де Люксембургом. В 1395 стала придворной дамой королевы Изабеллы Баварской, была крестной матерью Карла VII.
В 1430 находилась в замке Боревуар, принадлежавшем её племяннику Жану де Люксембургу, когда туда привезли взятую в плен Жанну д’Арк. Проникшись сочувствием к пленнице, убеждала племянника не продавать её англичанам.
В августе 1430 унаследовала от внучатого племянника Филиппа Бургундского графства Сен-Поль и Линьи, которые завещала двум своим племянникам.